# Сулейман, Мухаммед Сидки
Мухаммед Сидки Сулейман (араб. محمد صدقي سليمان‎; 1919, Султанат Египет — 28 марта 1996) — египетский государственный деятель, премьер-министр Египта (1966—1967).

## Биография
- В 1962—1966 годах в должности министра отвечал за создание Асуанской плотины.
- В 1966—1967 годах — премьер-министр Египта. На этот период пришлась Шестидневная война арабских стран с Израилем, завершившаяся их поражением,
- В 1971—1978 годах — глава Центральной организации аудита Египта.